# 上野貴士
上野 貴士（うえの たかし、1957年 - ）は、日本の元アマチュア野球選手（主に内野手）、監督。

## 経歴
横浜高校では渡辺元監督の指揮の下、2年生の時、1973年の春の選抜に遊撃手として出場。エースの永川英植の好投により、広島商業高校を破り、初優勝を果たした。しかし、翌年の1974年の春の選抜の2回戦（初戦）で高知高校に敗れる。
同年のドラフト会議でヤクルトスワローズに4位指名されたが、入団を拒否し、高校卒業後は東芝に入社した。ヤマハ発動機に移籍して主将として1982年の日本選手権で優勝、優秀選手。その後、横浜高校でコーチ・監督（渡辺は部長に回る）を、平塚学園高校、山梨県の富士学苑高校でも監督を務め、横浜で1989年選手権（初戦敗退）、平塚学園で西神奈川代表として1998年選手権（2回戦敗退）に導き、2016年夏に指導者生活を勇退した。